# Блондинка в шоколаде
«Блондинка в шоколаде» (англ. National Lampoon's Pledge This!) — американский комедийный фильм 2006 года. Главную роль исполняет «светская львица» Пэрис Хилтон. В США картина была выпущена прямо на видеоносителях, минуя кинотеатры.

## Сюжет
Мужской журнал FHM объявляет конкурс на самое крутое сообщество студенток. В случае победы девушкам гарантируется фотосъёмка для обложки журнала и супервечеринка.
Девушки из женского клуба «Гамма Гамма» при университете Саус Бич (Майами, штат Флорида) изо всех сил готовятся к этому конкурсу. Их цель — только победа, все шансы на победу у девушек имеются: председатель и безусловный лидер клуба Виктория Инглиш — истинное воплощение термина «гламур». Эта сказочно богатая и одевающаяся по последней моде красотка организовывает «Гамму Гамму» согласно своему образу и подобию: лишь у таких же представительниц гламура, богатеньких и известных девчонок есть шансы туда вступить.
Но именно Виктория Инглиш и придумывает хитрый план, как извлечь из этого конкурса выгоду лично для себя.
Обещая вступить в женское общество, Виктория отправляет девочек выполнить задание: собрать использованные презервативы. Обыскивая парк, лидер группы, Глория, сталкивается с парнем Виктории Дереком, и они сближаются.  С тех пор Виктория объявляет войну девочкам во время «Адской недели», но в конечном итоге позволяет им присоединиться, но лишь для того, как только они выиграют конкурс. Это возмущает Глорию. Также решает бросить женское общество, как и её подруги. Дерек и Глория осознают свои чувства друг к другу и скрепляют их поцелуем.
Бывшая лучшая подруга Глории, Кристен, убеждает ту вернуться. Глория и её друзья возвращаются, но только для того, чтобы объявить войну Виктории, проникнув в дом «Гамма Гамма» и украв компрометирующие её фотографии и видеозаписи интимного содержания, чтобы показать всем на вечеринке, посвящённой победе «Гамма Гамма». На одном из видео также содержатся негативные реплики Виктории в адрес её подруг. Глория  рассказывает Виктории, что они с Дереком любят друг друга. Виктория смущается и в конце концов понимает, насколько далеко она зашла в своих стремлениях, поэтому она приносит публичные извинения первокурсникам. История заканчивается гигантской кулинарной дракой на вечеринке «Гамма Гамма», и Виктория говорит, что ей так понравилась обложка FHM, что она купила журнал. В следующем году Глория становится президентом «Гамма Гамма».

## В ролях
| Актёр               | Роль            |
| ------------------- | --------------- |
| Пэрис Хилтон        | Виктория Инглиш |
| Паула Гарсес        | Глория Торрес   |
| Сара Картер         | Кристен Хас     |
| Саймон Рекс         | Дерек           |
| Алексис Торп        | Морган          |
| Джеффри Аренд       | Дакс            |
| Норин ДеВулф        | Пу Пу           |
| Дива Заппа          | Пэпс            |
| Керри Кенни-Сильвер | Кэти            |
| Бьянка Лоусон       | Моник           |
| Аманда Эдэй         | Максим          |
| Ивонн Гугеле        | Тоня            |
| Грэг Сайпс          | Рид             |
| Рэнди Спеллинг      | Келли           |
| Аманда Роуэн        | Триста          |
| Лин Шэй             | мисс Прин       |
| Рик Овертон         | Джонатан Джонс  |
| Тейлор Негрон       | профессор Малик |
| Вэланс Холли        | Джессика        |
| Рик Наджера         | Бюфорд          |
| София Вергара       | камео           |
| Кармен Электра      | камео           |

## Дубляж
В российском прокате роль Пэрис озвучивала Ксения Собчак.